# 대니 리 (골프 선수)

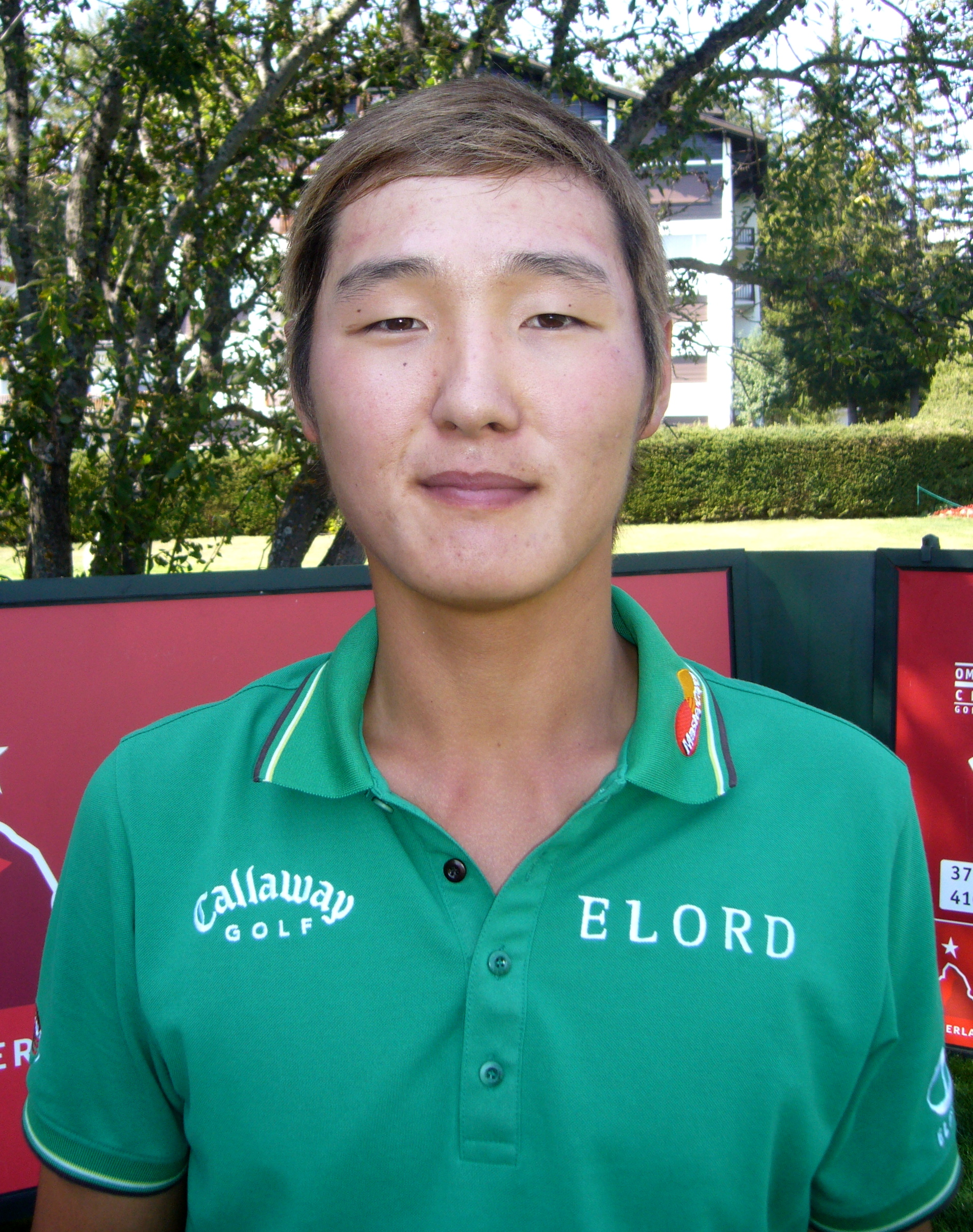
대니 리

대니 리(영어: Danny Lee, 1990년 7월 24일 ~ ) 또는 한국어명 이진명은 뉴질랜드 골프 선수이다. 인천광역시에서 태어났으나, 8살 때 뉴질랜드로 이주했다. 뉴질랜드로 귀화했으며, 로토루아에 거주중이다. 로토루아 남자고등학교를 졸업하였다.